# Bogas de Baixo
Bogas de Baixo é uma localidade portuguesa do município do Fundão que foi sede da extinta Freguesia de Bogas de Baixo, freguesia que tinha 34,44 km² de área e 194 habitantes (2011), e, por isso, uma densidade populacional de 5,5 hab/km².
A Freguesia de Bogas de Baixo foi extinta em 2013, no âmbito de uma reforma administrativa nacional, para, em conjunto com a Freguesia de Janeiro de Cima, formar uma nova freguesia denominada União das Freguesias de Janeiro de Cima e Bogas de Baixo com sede em Janeiro de Cima.

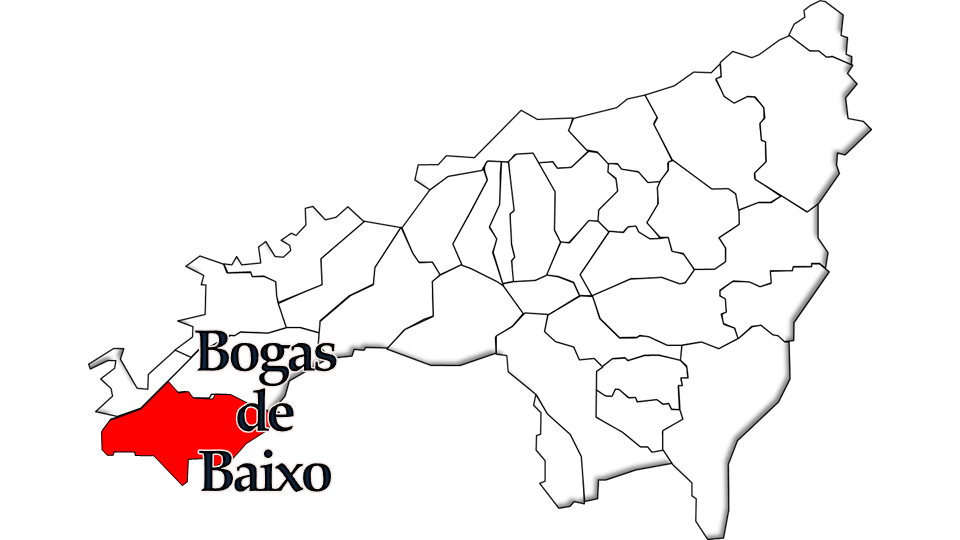
Localização no Município do Fundão

## População
| População da freguesia de Bogas de Baixo | População da freguesia de Bogas de Baixo | População da freguesia de Bogas de Baixo | População da freguesia de Bogas de Baixo | População da freguesia de Bogas de Baixo | População da freguesia de Bogas de Baixo | População da freguesia de Bogas de Baixo | População da freguesia de Bogas de Baixo | População da freguesia de Bogas de Baixo | População da freguesia de Bogas de Baixo | População da freguesia de Bogas de Baixo | População da freguesia de Bogas de Baixo | População da freguesia de Bogas de Baixo | População da freguesia de Bogas de Baixo | População da freguesia de Bogas de Baixo |
| ---------------------------------------- | ---------------------------------------- | ---------------------------------------- | ---------------------------------------- | ---------------------------------------- | ---------------------------------------- | ---------------------------------------- | ---------------------------------------- | ---------------------------------------- | ---------------------------------------- | ---------------------------------------- | ---------------------------------------- | ---------------------------------------- | ---------------------------------------- | ---------------------------------------- |
| 1864                                     | 1878                                     | 1890                                     | 1900                                     | 1911                                     | 1920                                     | 1930                                     | 1940                                     | 1950                                     | 1960                                     | 1970                                     | 1981                                     | 1991                                     | 2001                                     | 2011                                     |
| 395                                      | 460                                      | 494                                      | 569                                      | 773                                      | 769                                      | 906                                      | 981                                      | 1 048                                    | 1 218                                    | 785                                      | 528                                      | 379                                      | 275                                      | 194                                      |

Por decreto de 07/09/1895 foram incluídos na freguesia de Bogas de Baixo os lugares que foram desanexados da freguesia de Janeiro de Baixo, do concelho de Pampilhosa da Serra, distrito de Coimbra

## Património
- Capelas da Senhora das Dores, do Maxial, da Ladeira e de S. Mamede
- Cruzeiro do Maxial
- Monumento ao Menino Jesus Adolescente
- Trecho da ribeira de Bogas
- Moinhos de água